# حبیب‌الله حقیقی
حبیب‌الله حقیقی (زادهٔ بهبهان) معروف به حاج حبیب‌الله یکی از معاونان سابق وزارت اطلاعات است که در ابتدای دولت دهم به طرزی جنجالی برکنار و بازنشسته شد. او در دولت یازدهم به ریاست ستاد مرکزی مبارزه با قاچاق کالا و ارز رسید.
اطلاعات چندانی از پیشینه و عملکرد حبیب‌الله حقیقی منتشر نشده است. گفته می‌شود او از سال ۱۳۶۸ همواره در یکی از معاونت‌های وزارت اطلاعات حضور داشته و به دلیل اعتماد رهبر جمهوری اسلامی ایران، مسئول رسیدگی به اعتراضات ردصلاحیت‌های انتخابات‌های مجلس هفتم و هشتم نیز تعیین شده بود. در جریان جنجال عزل غلامحسین محسنی اژه‌ای از وزارت اطلاعات، یک وبلاگ متعلق به فرزندِ وزیر سابق اطلاعات (علی یونسی)، از حقیقی به عنوان معاون فرهنگی وزارت‌خانه نیز یاد کرد. به دنبال برکناری اژه‌ای توسط رئیس‌جمهور وقت در مردادماه ۱۳۸۸، گمانه‌زنی‌های مختلفی دربارهٔ علل این اتفاق به وجود آمد. یکی از فرضیه‌های مشهور در فضای رسانه‌ای، مقاومت اژه‌ای در برابر دستور احمدی‌نژاد برای عزل معاونان ویژه و ضدجاسوسی وزارت‌خانه بود. احمدی‌نژاد پس از برکنار کردن اژه‌ای، خودش سرپرستی وزارت را برعهده گرفته و حقیقی معاون ویژه را به همراه خزائی معاون ضدجاسوسی، سید ابوالحسن فیروزآبادی معاون فنی و منصوری‌زاده معاون پارلمانی برکنار کرد. سید احمد آوایی، یکی از اعضای وقت کمیسیون امنیت ملی مجلس، این اقدام را «تسویه حساب با دلسوزان وزارت اطلاعات» خوانده بود.
حقیقی در دی‌ماه ۱۳۸۸ به سازمان بازرسی کل کشور رفت و از سوی مصطفی پورمحمدی رئیس وقت سازمان، به عنوان رئیس دفتر بازرسی امور ویژه منصوب شد و تمام پرونده‌های ویژه را در اختیار گرفت. او این سمت را تا پایان دوران مدیریت پورمحمدی (۱۳۹۲) برعهده داشت. در سوابق او، سرپرستی معاونت فرهنگی و اجتماعی سازمان بازرسی کل کشور نیز موجود است. با آغاز ریاست‌جمهوری حسن روحانی، حبیب‌الله حقیقی در مهرماه ۱۳۹۲ به عنوان رئیس ستاد مرکزی مبارزه با قاچاق کالا و ارز منصوب شد. از اواسط سال ۱۳۹۶ به دنبال فعالیت او در بخشی دیگر —که جزئیات آن رسانه‌ای نشده است— وزیر کشور به مدت چند ماه، شخصاً به امور ستاد مرکزی مبارزه با قاچاق رسیدگی کرد. آخرین فعالیت رسانه‌ای شده از حبیب‌الله حقیقی، عضویت در هیئت اجرایی مرکزی انتخابات ریاست‌جمهوری ۱۳۹۶ است.